# Hochhaus am ehemaligen Polizeipräsidium
Das Hochhaus am ehemaligen Polizeipräsidium ist ein geplantes 175 m hohes Hochhaus mit 48 Stockwerken in Frankfurt am Main.

## Planungsgeschichte

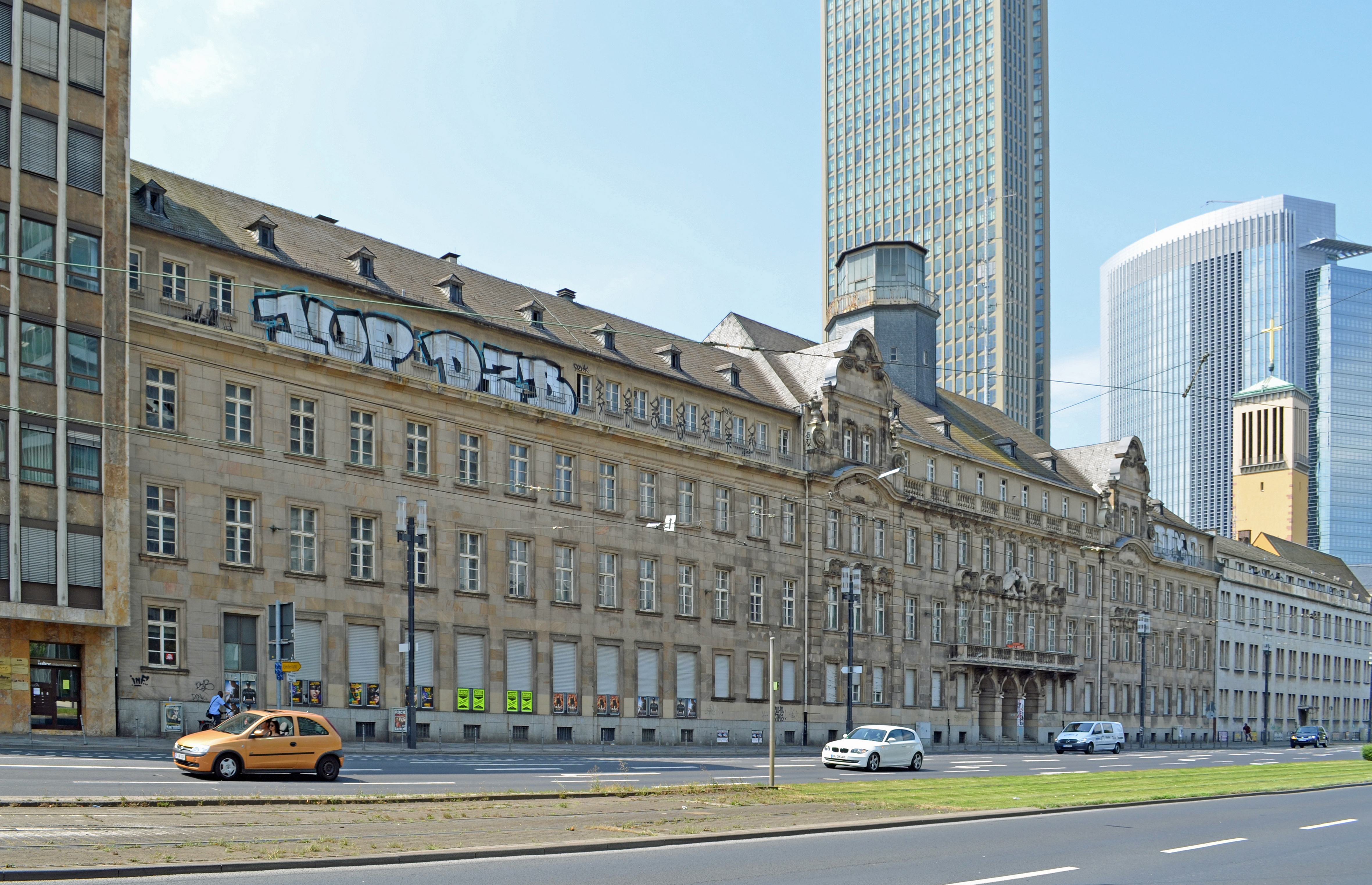
Das ehemalige Polizeipräsidium an der Friedrich-Ebert-Anlage (2013)

Über 80 Jahre lang war das Frankfurter Polizeipräsidium in einem 1914 errichteten, denkmalgeschützten Gebäudekomplex an der Friedrich-Ebert-Anlage 11 im Stadtteil Gallus untergebracht, 2002 erfolgte der Umzug in einen Neubau an der Adickesallee. Seitdem steht das Gebäude, das sich im Eigentum des Landes Hessen befindet, größtenteils leer und wurde nur temporär, etwa für den Club Praesidium 19/11 oder als Kulturhaus des Deutsch-Afrikanischen Kulturvereins Wimbum vermietet.
Bereits 1998 war das 15.000 m² große Grundstück für ein 145 Meter hohes Hochhaus hinter dem denkmalgeschützten Bau in den Hochhausrahmenplan der Stadt Frankfurt aufgenommen worden, seit 2001 hatte sich das Land Hessen um einen Verkauf an einen Investor bemüht. Angeblich überzogene Preisvorstellungen sowie die folgende Flaute auf dem Markt für Büroimmobilien nach den Terroranschlägen am 11. September 2001 führten schließlich zu jahrelangem Leerstand. Erst 2010 wurden wieder Gespräche mit Investoren und Projektentwicklern über die Zukunft des Geländes aufgenommen. Anfang 2011 wurde das Grundstück, nachdem sich dort Ratten breit gemacht hatten, durch Bauzäune abgesperrt. Mit dem Verkaufsverfahren wurde das Beratungsunternehmen BNP Paribas Real Estate Consult beauftragt, das zuvor bereits die Vermarktungschancen für die Immobilie überprüft hatte.
Im August 2011 veröffentlichte der Architekt Jo. Franzke einen Vorentwurf für das geplante Hochhaus mit einer Bruttogrundfläche von 95.000 m². Zusätzlich sind auf dem Grundstück zwei Hotels, darunter ein 5-Sterne-Haus in dem denkmalgeschützten Altbau, sowie Wohnungen im Blockrand vorgesehen. Zur besseren Erschließung soll eine neue Straße über das Grundstück führen. Über den Stand der Verhandlungen, die das Land Hessen einem Zeitungsbericht nach exklusiv mit der Benchmark Real Estate Development GmbH führt, wurde Stillschweigen vereinbart, jedoch ließ Hessens Finanzminister Thomas Schäfer (CDU) verlauten, er plane 70 Millionen Euro mit dem Grundstücksverkauf einzunehmen.
Im Juli 2013 wurde bekannt, dass sich die Verkaufsverhandlungen wegen ungeklärter baurechtlicher Fragen weiter verzögern. Hauptproblem ist die geplante Verlängerung der U-Bahn-Linie U5 vom Frankfurter Hauptbahnhof in das Europaviertel. Die unterirdische Strecke führt unter dem Grundstück hindurch, sodass dieses zunächst nicht bebaut werden darf. Nach dem Planfeststellungsbeschluss im Juni 2016 konnte der Bau der U-Bahnverlängerung Anfang 2017 beginnen und die ersten Züge der Linie U5 sollten ursprünglich ab Ende 2022 fahren. Nach einigen Verzögerungen wird inzwischen von einer Fertigstellung der U-Bahn-Linie im Laufe des Jahres 2027 ausgegangen (Stand: April 2024).
Auf dem Grundstück favorisierte die Stadt Frankfurt 2017 den Bau einiger hundert Wohnungen, Schulen, Kitas sowie auch sozialer oder kultureller Einrichtungen. Gemäß Pressemitteilung der Hessenschau vom 28. Februar 2018 wurde das Areal rechtsverbindlich verkauft. Erwerber ist der Projektentwickler Gerchgroup aus Düsseldorf, der mit der Stadt über eine Änderung des Bebauungsplanes verhandeln will. Laut Pressemitteilung der Gerchgroup vom 1. März 2018 wird an einer gemischten Nutzung sowie der Errichtung eines Hochhauses beibehalten. Der in der Pressemitteilung der Gerchgroup genannte Kaufpreis von 212,5 Millionen Euro liegt weit über den seinerzeit in Rede stehenden 70 Millionen Euro.
Die Gerchgroup meldete im August 2023 Insolvenz an.
Zuvor hatte die EZB ihre jahrelange Nullzinspolitik beendet, was die Kalkulationen und Planungen von Immobilienprojekten nach einer langen Hochphase durchkreuzte.